# 地獄谷石窟仏

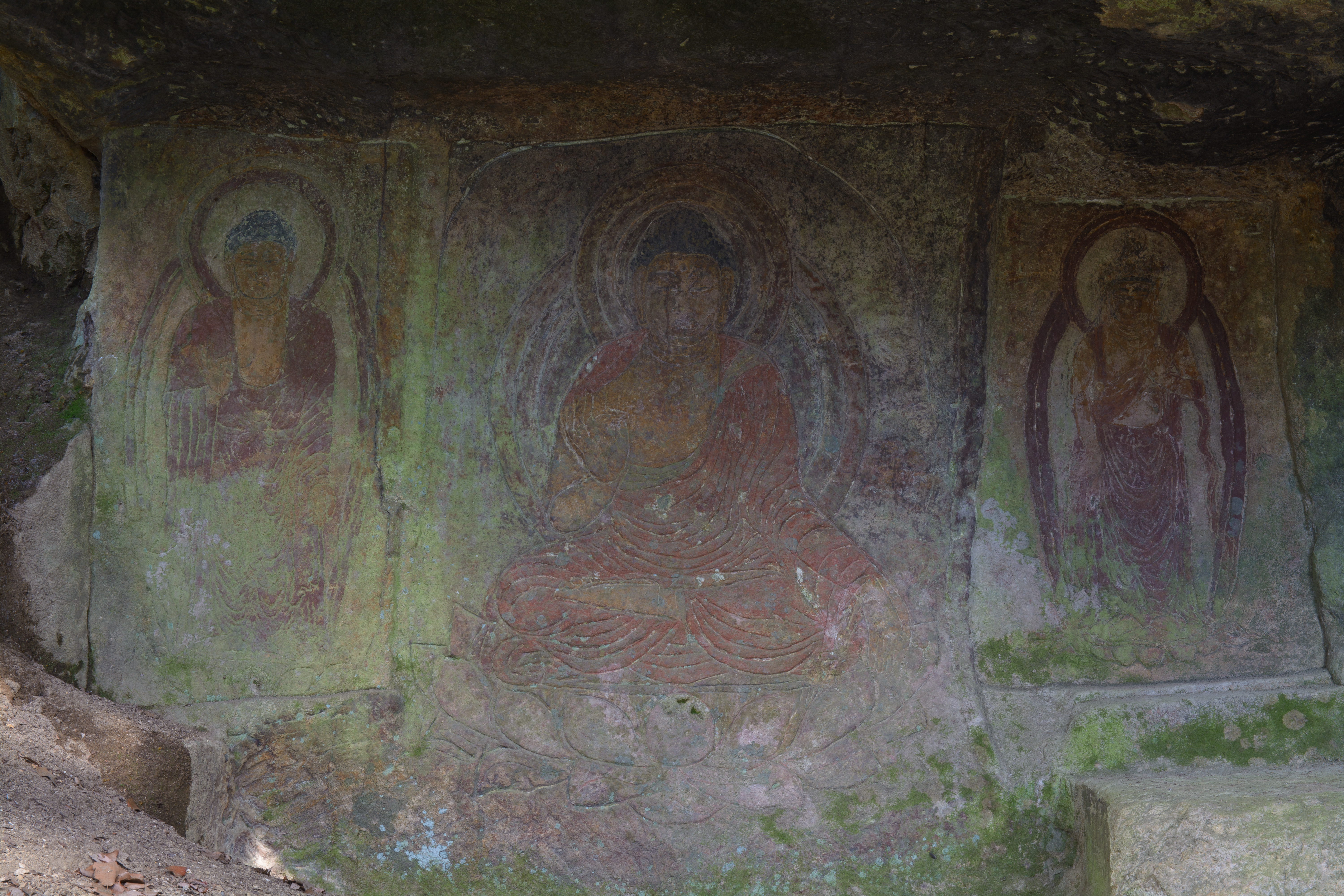
地獄谷石窟仏（中尊と薬師如来、十一面観音）

地獄谷石窟仏（じごくだにせっくつぶつ）は、奈良県奈良市春日野町にある石窟仏。御蓋山から芳山へと続く春日山信仰に由来して柳生街道の滝坂道に点在する石仏のひとつ。聖人窟（しょうにんくつ）とも呼ばれる。

## 概要

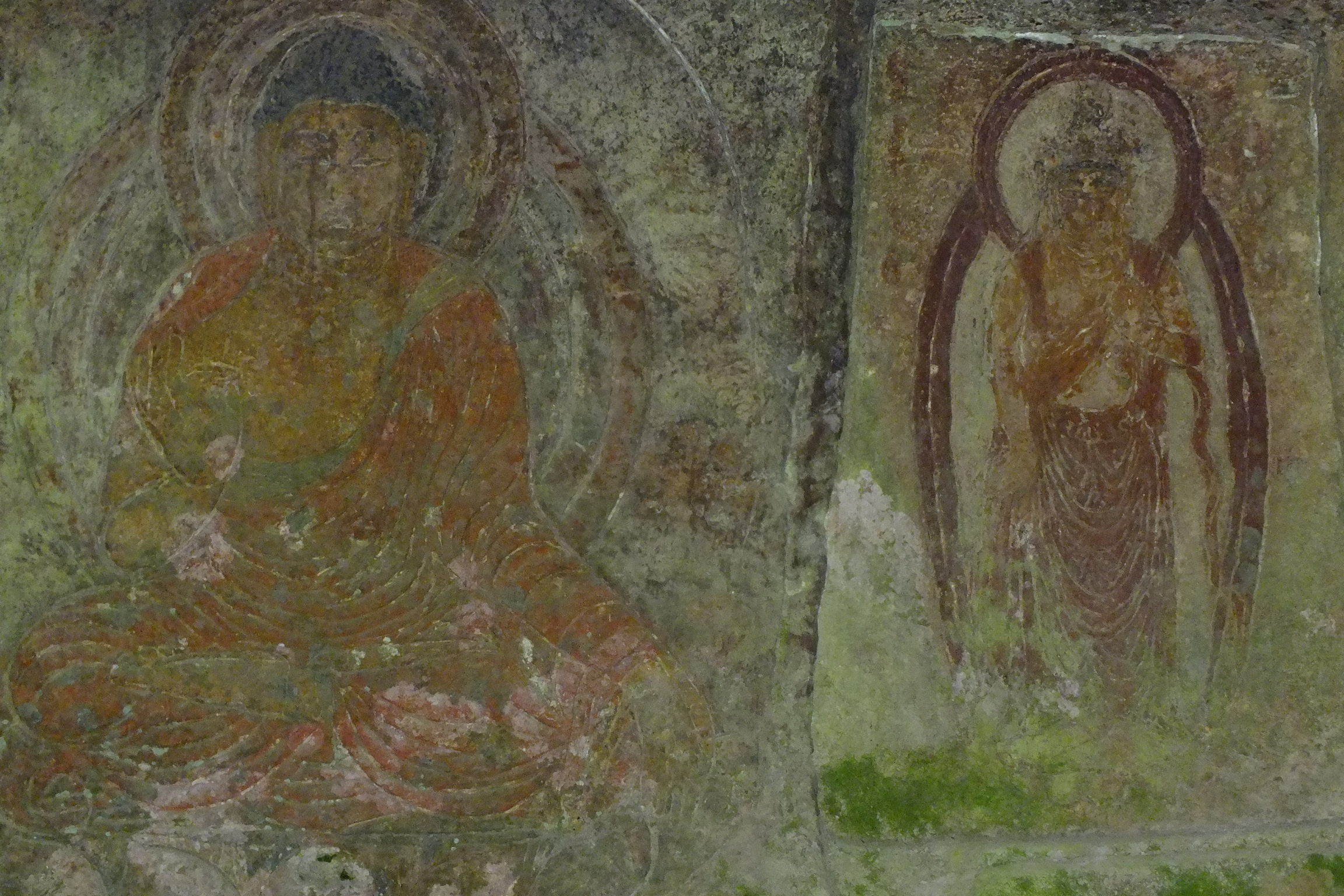
正面中央に位置する高さ1.4mの最も大きな仏像で、2重の蓮華座に結跏趺坐する盧舎那仏（または釈迦如来とも）と十一面観音 （室町時代ごろの追刻）

平安時代の作とみられ、石を切り出すための凝灰岩質の岩盤をくりぬいた洞窟の壁に、釈迦如来像とその左右に薬師如来と十一面観音、右壁面には如意輪観音、左壁面に阿弥陀如来坐像と千手観音の計6体が線刻されている。洞窟は開口3.9m、奥行き2.9m、高さ2.4mある。経年変化で退色しているものの、各所に美しい彩色の跡が見られ、洞窟内に生えた苔の緑色とのコントラストが特徴的。これらは、大仏殿建立に際し、石材採りの石工が彫刻した説や山伏が岩窟に寝起きして彫刻したとする説などがある。
付近には、春日山石窟仏（穴仏）をはじめ、滝坂道に夕日観音、朝日観音、首切り地蔵など多くの石仏が存在する。
1924年（大正13年）に国の史跡に指定されている。

## 仏像詳細

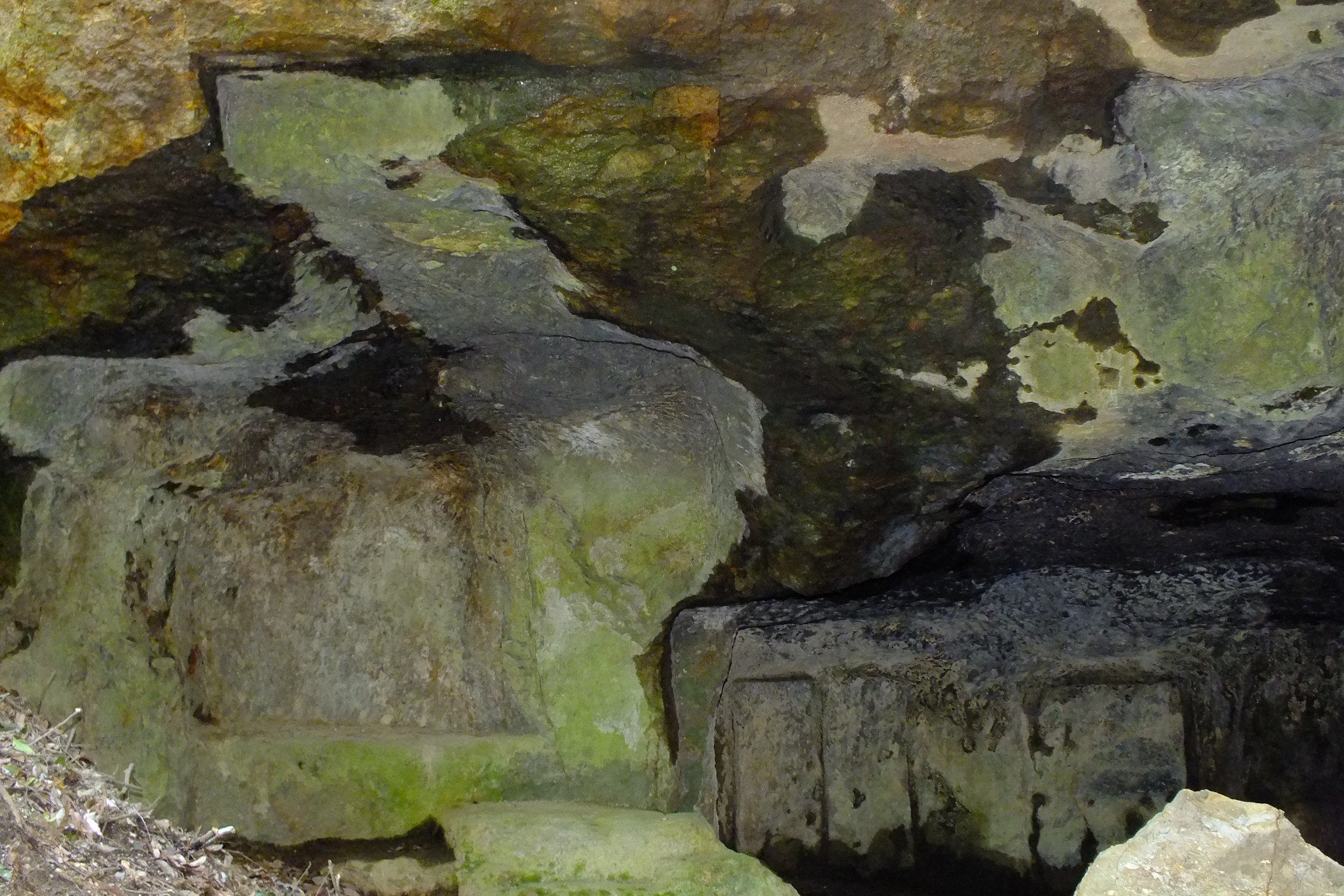
洞窟向かって左側。

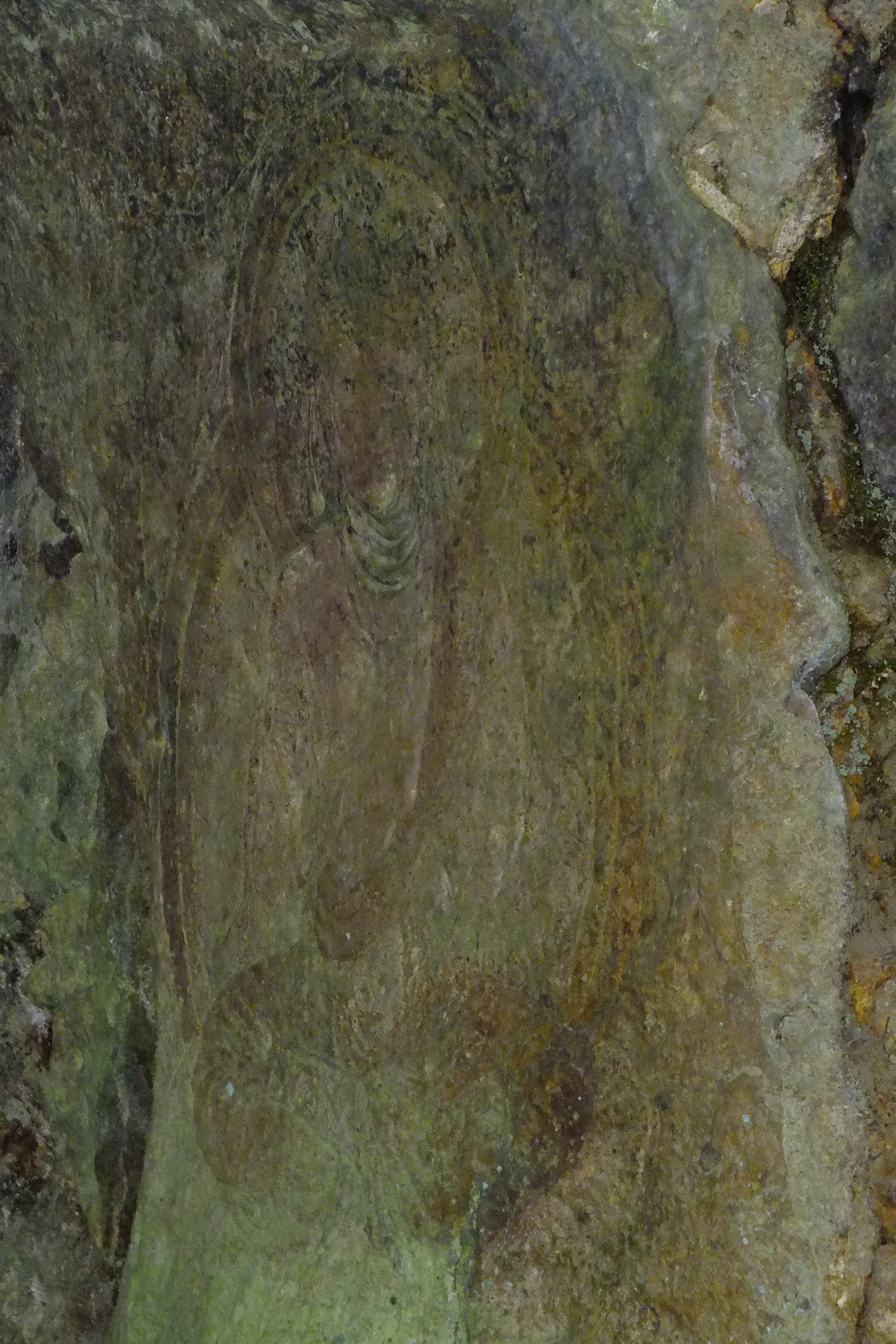
右壁に彫られた如意輪観音（妙見菩薩）

### 正面
高さ1.7m、中央に高さ1.7m、幅1.12mの枠取りがなされた奥壁に線刻される。
- 中尊 - 正面中央に位置する高さ1.4mの最も大きな仏像で、2重の蓮華座に結跏趺坐する盧舎那仏（または釈迦如来とも）で、奈良時代後期の作とされる。量感豊かな体部と鋭い線刻による気品の高い作風とされ、色彩が施され、金箔の痕も確認されている。
- 薬師如来 - 中尊の向かって左手に位置する。
- 十一面観音 - 室町時代ごろの追刻とされる。

### 右壁
- 如意輪観音（妙見菩薩）

### 左壁
- 阿弥陀如来（または薬師如来）
- 千手観音

より。